# Park Jeong-ah
Park Jeong-ah (in coreano 박정아; Pusan, 26 marzo 1993) è una pallavolista sudcoreana, schiacciatrice del Korea Expressway.

## Carriera

### Club
La carriera di Park Jeong-ah inizia nei tornei scolastici sudcoreani, ai quali partecipa con la Namsung Girls' HS.
Terminate le scuole superiori, nel 2010 entra a far parte delle IBK Altos, nuovo club della V-League col quale debutta alla massima divisione nazionale nella stagione 2011-12, venendo premiata come miglior esordiente del torneo: resta legata al club di Hwaseong per sei annate, vincendo tre scudetti e altrettante edizioni della Coppa KOVO; le sue prestazioni sono inoltre arricchite da diversi riconoscimenti individuali, tra i quali quello di MVP della Coppa KOVO 2016 e di alcuni turni di campionato.
Nel campionato 2017-18 passa al Korea Expressway, club col quale conquista subito un altro scudetto, venendo eletta miglior giocatrice delle finali scudetto.

### Nazionale
Nel 2009, appena sedicenne, viene convocata per la prima volta in nazionale, partecipando alla Grand Champions Cup.
Vince la medaglia di bronzo al campionato asiatico e oceaniano 2013, l'argento alla Coppa asiatica 2014, l'oro ai XVII Giochi asiatici e un altro argento al campionato asiatico e oceaniano 2015, chiudendo questo ciclo olimpico con la partecipazione ai Giochi della XXXI Olimpiade di Rio de Janeiro.
Nel seguente quadriennio conquista la medaglia di bronzo al campionato asiatico e oceaniano 2017.

## Palmarès

### Club
- Campionato sudcoreano: 4

2012-13, 2014-15, 2016-17, 2017-18
- Coppa KOVO: 3

2013, 2015, 2016

### Nazionale (competizioni minori)
- Coppa asiatica 2014
- Giochi asiatici 2014

### Premi individuali
- 2012 - V-League: Miglior esordiente
- 2015 - V-League: Miglior schiacciatrice
- 2016 - V-League: MVP 6º round
- 2016 - Coppa KOVO: MVP
- 2017 - V-League: MVP 1º round
- 2018 - V-League: MVP delle finali play-off
- 2019 - V-League: Miglior schiacciatrice